# Nikita Glasnovic
Nikita Glasnovic, född den 17 januari 1995 i Malmö, är en svensk idrottare i sporten taekwondo. Hon tränas av sin far Mario Glasnovic. Hon bor med föräldrar och syskon i Malmö.
Glasnovic tog silver i EM 2016 i Montreux i 57-kilosklassen. Hon deltog i OS 2016 i 57-kilosklassen. Där gick hon till semifinal men förlorade den matchen, varpå hon gick upp i bronsmatch som hon också förlorade.
Vid världsmästerskapen i taekwondo 2017 i Muju tog Glasnovic en bronsmedalj i 57 kilos-klassen.